# Amphilochoides brunneus
Amphilochoides brunneus är en kräftdjursart som beskrevs av Della Valle 1893. Amphilochoides brunneus ingår i släktet Amphilochoides och familjen Amphilochidae. Inga underarter finns listade i Catalogue of Life.